# Dana Picková
Dana Picková (* 2. června 1954 Praha) je česká historička, která působí na Ústavu světových dějin Filozofické fakulty Karlovy Univerzity v Praze, kde dříve byla vedoucí Semináře středověkých dějin. Je fellow Centra medievistických studií Praha. Specializuje se na dějiny středověku a raného novověku, zvláště na dějiny východní Evropy a mezinárodních vztahů. Své první práce publikovala pod rodným jménem Vaigendová.
V roce 2023 vydala v nakladatelství Epocha rozsáhlou publikaci o středověkých dějinách východní Evropy, nazvanou Od Rusi k moskevskému carství  (Velké ruské dějiny I.), za kterou získala Cenu Miroslava Ivanova.  

## Dílo
- Anglo-ruské vztahy ve 2. polovině 16. století, (Studie a texty 1 - 1990), Univerzita Karlova, Praha 1992
- Habsburkové a Rurikovci na prahu novověku. Příspěvek k dějinám rusko-habsburských vztahů na přelomu 15. a 16. století, (Acta Universitatis Carolinae, Philosophica et Historica, Monographia CLIV), Nakladatelství Karolinum, Praha 2002
- Dějiny středověké Evropy, Nakladatelství Aleš Skřivan ml., Praha 2004 (spoluautor Václav Drška)
- Nástin vývoje evropských zemí v období rozvinutého feudalismu, Filozofická fakulta Univerzity Karlovy, Praha 1988 (scriptum)
- Dějiny středověku a raného novověku, I. Zrození středověké Evropy, Práce, SPL, Praha 1995 (učebnice dějepisu pro základní školy a nižší ročníky víceletých gymnázií - spoluautor Naďa Kubů)
- Dějiny středověku a raného novověku, II. Vrcholný a pozdní středověk, Práce, SPL, Praha 1996 (učebnice dějepisu pro základní školy a nižší ročníky víceletých gymnázií - spoluautoři Naďa Kubů, Pavel Augusta, František Honzák)
- Středověk. Dějepis pro základní školy a víceletá gymnázia, Albra, redakce SPL - Práce, Úvaly 2011
- Velké ruské dějiny, I. Od Rusi k moskevskému carství. Praha : Epocha, 2022. ISBN 978-80-278-0060-5